# Thespesius

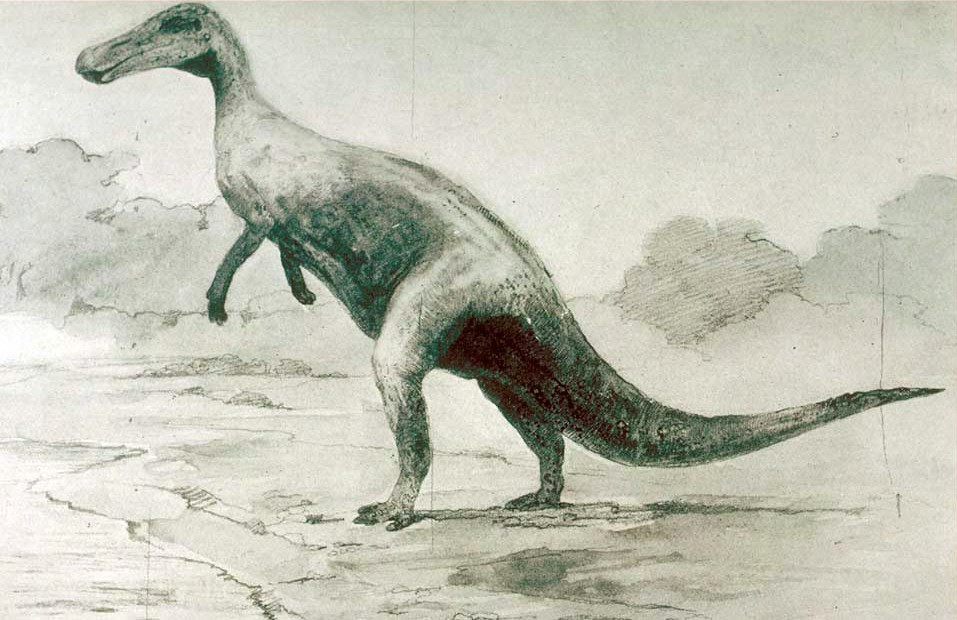
Thespesius door Charles Knight, 1901

Thespesius is een geslacht van plantenetende dinosauriërs, behorend tot de groep van de Euornithopoda, dat tijdens het late Krijt leefde in het gebied van het huidige Noord-Amerika.

## Vondst en naamgeving

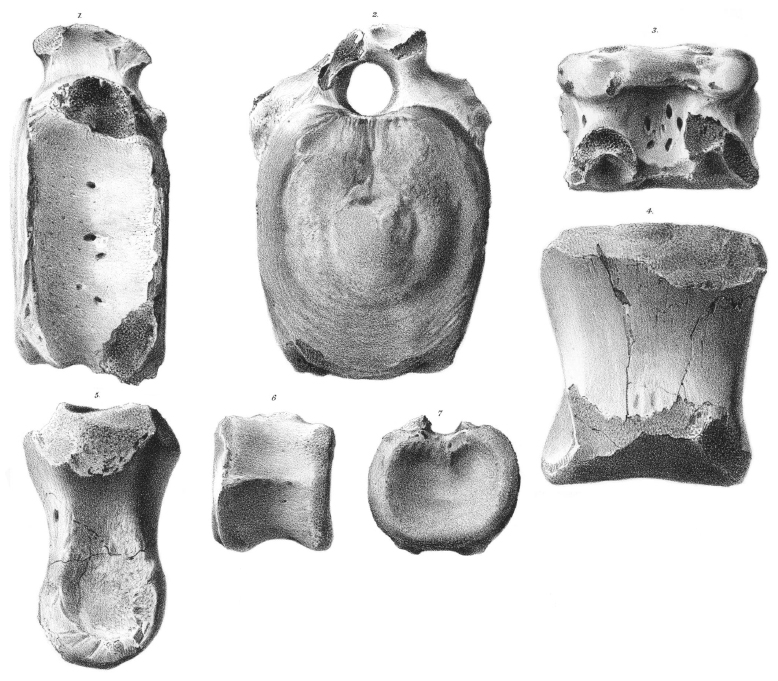
De syntypen van Thespesius

In 1855 zond verzamelaar Ferdinand Vandiveer Hayden een partij fossielen naar paleontoloog Joseph Leidy in Philadelphia, die hij verzameld had in wat nu South Dakota heet bij de Grand River. Daaronder bevonden zich twee staartwervels, specimina USNM 219 en USNM 221, en een teenkootje,  USNM 220. In 1856 benoemde Leidy op grond hier van de typesoort Thespesius occidentalis. De geslachtsnaam is afgeleid van het Klassiek Griekse thespesios, "ontzaglijk", omdat het volgens Leidy ging om een "deinosauriër zo kolossaal als de Iguanodon van Engeland". De soortaanduiding betekent "westelijk" in het Latijn; dinosauriërvondsten in het Wilde Westen waren toen nog uitzonderlijk.
De fossielen vormen een reeks syntypen van het geslacht — dus niet één enkele van ze is als holotype aangewezen — en zijn gevonden in de Lanceformatie die dateert uit het late Maastrichtien, ongeveer 66 miljoen jaar oud. Leidy hechtte oorspronkelijk overigens waarde aan de mening van Vandiveer Hayden dat ze uit het veel jongere Mioceen stamden en had het achtervoegsel "saurus" in de geslachtsnaam vermeden, omdat het misschien om een zoogdier zou kunnen gaan. In 1860 zou Leidy een derde staartwervel aan de soort toewijzen, die hem toegestuurd was door een zekere kapitein Alfred Sully die hem zelf weer gekregen had van een indiaan.
Leidy had ook een andere euornithopode benoemd: Trachodon, op grond van enkele tanden. Als snel begon hij te twijfelen of het niet om hetzelfde dier zou kunnen gaan, maar hij kon daarover niet tot een besluit komen. Tegenwoordig weten we dat er geen aantoonbaar verband is tussen de drie syntypen van Thespesius: ze kunnen dus in principe van drie verschillende soorten afkomstig zijn. Omdat er nooit een lectotype is aangewezen maakt dit feit alleen al Thespesius occidentalis tot een nomen dubium. Erger nog: zo'n aanwijzing zou ook geen zin hebben, omdat de wervels noch het teenkootje diagnostisch zijn: ze zijn onvoldoende onderscheidbaar van de botten van de vele verwante soorten, waarvan later aanzienlijk uitgebreider materiaal bekend zou worden. Naar huidige maatstaven is Thespesius dus een nutteloos begrip binnen de eigenlijke biologie en is het geslacht alleen historisch relevant.
Rond 1900 werden de criteria echter niet zo strikt toegepast. Namen met prioriteit en traditie hadden grote status en werden veel losser gebruikt. De verschillende onderzoekers ontwierpen ieder hun eigen systeem van naamgeving. Sommigen gebruikten "Thespesius" als een algemene aanduiding voor het euornithopode materiaal uit het late Maastrichtien. Eerder benoemde soorten uit die lagen werden dan als nieuwe soorten van Thespesius herbenoemd. In 1902 hernoemde Oliver Perry Hay Hadrosaurus agilis tot een Thespesius agilis. In de latere soortlijsten duiken nog vele andere soorten op waarvan het niet eens meer bekend is wie precies de naamgever is: Cionodon arctatus Cope 1874 werd een Thespesius arctatus; Cionodon stenopsis Cope 1875 een Thespesius stenopsis; Diclonius pentagonus Cope 1876 werd een Thespesius pentagonus; D. perangulatus Cope 1876 een Thespesius perangulatus; D. calamarius Cope 1876 een Thespesius calamarius; Gryposaurus marginatus Lambe 1914 een Thespesius marginatus; Claosaurus annectens Marsh 1892 een Thespesius annectens; Pteropleyx grallipes Cope 1890 een Thespesius grallipes; Trachodon selwyni Lambe 1902 een Thespesius selwyni; Trachodon altidens Lambe 1902 een Thespesius altidens. Omgekeerd werd Thespesius occidentalis hernoemd tot een Hadrosaurus occidentalis en een Trachodon occidentalis.
Ook werden nieuwe vondsten bij Thespesius ondergebracht. In 1924 zou Charles Whitney Gilmore een Thespesius edmontoni benoemen maar die soort wordt tegenwoordig als identiek beschouwd aan Edmontosaurus annectens. In 1926 benoemde Charles Mortram Sternberg een Thespesius saskatchewanensis, echter op grond van een specimen dat nu aan Edmontosaurus regalis toegewezen wordt. De verwarring over de naamgeving zou bij deze diergroep lang aanhouden. Eind jaren zestig kwam weer een beweging op gang om toch Thespesius weer als overkoepelende naam te gaan gebruiken. Dat leverde een volgende soort op: Thespesius kysylkumense (Riabinin 1931) Steel 1969, een hernoeming door Rodney Steel van Bactrosaurus kysylkumensis; deze toewijzing wordt tegenwoordig algemeen afgewezen; hetzelfde geldt voor Thespesius amurensis een hernoeming van Trachodon amuresnis Riabinin 1925. Pas eind twintigste eeuw werd er geleidelijk orde geschapen in de chaos; ook de vijftien verdere soorten worden niet meer als valide beschouwd.

## Beschrijving
De beide staartwervels zijn ongeveer vijf centimeter lang en het teenkootje twaalf centimeter. Dat wijst op een dier van een meter of acht — of dierén want de resten behoren niet noodzakelijkerwijs tot hetzelfde taxon. De meeste illustraties van Thespesius, waaronder die van de beroemde illustrator Charles Knight, zijn voornamelijk gebaseerd op verwante, c.q. materieel identieke, vormen als Edmontosaurus.

## Fylogenie
Thespesius werd door Leidy in 1860 ondergebracht bij de Sauria, in die tijd een verzamelterm die ook alle niet nader te determineren uitgestorven reptielen omvatte. Op het eind van de negentiende eeuw vaak gezien als een lid van de Iguanodontidae werd de soort later ingedeeld bij meer "Amerikaanse"groepen: eerst de Trachodontidae en later de Hadrosaurinae of Hadrosauridae. Hoogstwaarschijnlijk gaat het om hadrosauride materiaal.